# Getazat
Getazat (in armeno Գետազատ?, fino al 1948 Agdzhakishlag e Aghjaghshlagh) è un comune dell'Armenia di 1 890 abitanti (2008) della provincia di Ararat.